# Tomorrow Never Dies (Sheryl Crow)
Tomorrow Never Dies is een nummer van de Amerikaanse zanger Sheryl Crow uit 1997. Het is afkomstig van de soundtrack van de gelijknamige James Bondfilm.
In eerste instantie werden Pulp, The Cardigans, Saint Etienne en Swan Lee gevraagd de titelsong voor Tomorrow Never Dies in te zingen. Uiteindelijk zong k.d. lang het nummer in, maar wanneer Sheryl Crow opduikt, wordt de titel van het nummer van k.d. lang "Surrender" en wordt het door Crow geschreven "Tomorrow Never Dies" de titelsong. Het nummer bereikte de 12e positie in het Verenigd Koninkrijk. In Nederland had het nummer minder succes; daar haalde het de 13e positie in de Tipparade. In de Vlaamse Ultratop 50 was het iets succesvoller met een bescheiden 36e positie.